# Pendonemertes levinseni
Pendonemertes levinseni är en djurart som tillhör fylumet slemmaskar, och som beskrevs av Brinkmann 1917. Pendonemertes levinseni ingår i släktet Pendonemertes och familjen Protopelagonemertidae. Inga underarter finns listade i Catalogue of Life.